# 若三藤成豊
若三藤 成豊（わかみふじ しげと、1985年7月16日 - ）は、青森県弘前市出身で間垣部屋に所属していた元大相撲力士。本名は藤田 成豊（ふじた しげと）。身長176cm、体重193kg。得意手は右四つ、寄り。最高位は西幕下14枚目（2006年11月場所）、血液型はB型。

## 略歴
入門前は卓球をやっていたが本格的な活動はしていなかった。2001年3月間垣部屋に入門し初土俵を踏む、同期生には横綱・白鵬、幕内・翔天狼、猛虎浪らがいる、前相撲で二番出世を果たすも序ノ口ではなかなか勝ち越せず苦労が続き、ようやく1年後の2002年3月場所に序二段に昇進した。
一旦怪我で番付を序ノ口下位まで番付を下げたが、復帰後は大きな体を生かした相撲で勝ち越しを続け、2004年1月場所に序二段上位で大勝ちして翌3月場所に三段目に昇進した。しかし新三段目の場所は負け越し、一場所で序二段に後退したが、翌5月場所は勝ち越して7月場所で三段目復帰してからは体を生かした積極的な相撲で三段目に定着し、2006年3月場所は三段目48枚目で5勝2敗の好成績を挙げて翌5月場所は三段目19枚目に番付を上げた。しかしその場所で3勝4敗と負け越してしまった。
しかし2006年9月場所では自己最高位の三段目18枚目の地位で7戦全勝とし、三段目優勝を果たす。その中でも、11日目（6番相撲）の取組は学生相撲出身でそれまで本割で19連勝中だった境澤と対戦し、若三藤はこの境澤に対して攻められたが上手投げで下し、髪を引っ張ったのではないかと物言いがついたが結局軍配通りで若三藤の勝ちとなり、若三藤が結局境澤の連勝をストップした形となった。
2006年11月場所でようやく幕下に進出し、西幕下14枚目の番付となったが、4場所連続の負け越しで三段目に陥落。その後も幕下と三段目を往復する時期が続いたが、2009年3月場所では初日から3連勝するなど好調で12日目に幕下8場所目にして初の幕下での勝ち越しを決めた。翌5月場所からは3場所連続の負け越しで三段目へと陥落したが、5勝2敗と勝ち越して1場所で幕下に復帰。2010年3月場所からは3場所連続で勝ち越して、同年9月場所では4年ぶりの高位である東幕下21枚目まで番付を戻したが、2場所連続で全休した末に翌11月場所限りで現役引退した。

## 主な成績
- 通算成績：200勝185敗21休（59場所）
- 各段優勝：三段目1回（2006年9月場所）

### 場所別成績
| | 一月場所 初場所（東京） | 三月場所 春場所（大阪） | 五月場所 夏場所（東京）    | 七月場所 名古屋場所（愛知） | 九月場所 秋場所（東京） | 十一月場所 九州場所（福岡） |
| --- | ----------------------- | ----------------------- | -------------------------- | --------------------------- | ----------------------- | --------------------------- |
| 2001年 （平成13年） | x                       | （前相撲）              | 西序ノ口35枚目 2–5         | 東序ノ口36枚目 2–5          | 東序ノ口34枚目 4–3      | 東序ノ口3枚目 2–5           |
| 2002年 （平成14年） | 西序ノ口14枚目 4–3      | 東序二段102枚目 3–4     | 東序二段115枚目 休場 0–0–7 | 東序ノ口38枚目 4–3          | 西序ノ口6枚目 5–2       | 西序二段72枚目 4–3          |
| 2003年 （平成15年） | 西序二段50枚目 3–4      | 東序二段64枚目 4–3      | 西序二段36枚目 2–5         | 東序二段67枚目 5–2          | 西序二段22枚目 3–4      | 東序二段49枚目 4–3          |
| 2004年 （平成16年） | 西序二段23枚目 5–2      | 西三段目87枚目 2–5      | 西序二段17枚目 4–3         | 西三段目98枚目 5–2          | 西三段目61枚目 3–4      | 東三段目74枚目 5–2          |
| 2005年 （平成17年） | 東三段目38枚目 3–4      | 西三段目53枚目 3–4      | 西三段目70枚目 5–2         | 西三段目42枚目 3–4          | 西三段目61枚目 4–3      | 西三段目47枚目 4–3          |
| 2006年 （平成18年） | 東三段目33枚目 3–4      | 西三段目48枚目 5–2      | 西三段目19枚目 3–4         | 西三段目32枚目 4–3          | 東三段目18枚目 優勝 7–0 | 西幕下14枚目 3–4            |
| 2007年 （平成19年） | 東幕下20枚目 2–5        | 西幕下38枚目 2–5        | 西幕下60枚目 3–4           | 東三段目12枚目 3–4          | 東三段目29枚目 5–2      | 東三段目4枚目 5–2           |
| 2008年 （平成20年） | 東幕下44枚目 3–4        | 西幕下51枚目 1–6        | 西三段目23枚目 4–3         | 西三段目11枚目 2–5          | 西三段目36枚目 6–1      | 西幕下51枚目 3–4            |
| 2009年 （平成21年） | 西三段目5枚目 4–3       | 西幕下56枚目 5–2        | 西幕下36枚目 3–4           | 西幕下43枚目 3–4            | 西幕下54枚目 3–4        | 東三段目7枚目 5–2           |
| 2010年 （平成22年） | 西幕下48枚目 3–4        | 西幕下55枚目 5–2        | 西幕下37枚目 4–3           | 西幕下28枚目 4–3            | 東幕下21枚目 休場 0–0–7 | 西三段目筆頭 引退 0–0–7     |
| 各欄の数字は、「勝ち-負け-休場」を示す。 優勝 引退 休場 十両 幕下 三賞：敢=敢闘賞、殊=殊勲賞、技=技能賞 その他：★=金星 番付階級：幕内 - 十両 - 幕下 - 三段目 - 序二段 - 序ノ口 幕内序列：横綱 - 大関 - 関脇 - 小結 - 前頭（「#数字」は各位内の序列） |                         |                         |                            |                             |                         |                             |

## 改名歴
- 藤田 成豊（ふじた しげと）2001年3月場所
- 若藤田 成豊（わかふじた -）2001年5月場所 - 2005年11月場所
- 若三藤 成豊（わかみふじ -）2006年1月場所 - 2010年11月場所